# استهلاك الأكسجين الزائد بعد التمرين (علوم الرياضة)

توضيح من من اليسار إلى اليمين: قبل التمرين كمية الاكسجين عادية(25و0 لتر في الدقيقة)،ثم ببدء التمرين يتزايد اكتساب الأكسجين حتى يصل إلى مستوى ثابت (75و0 لتر في الدقيقة) بحسب شدة التمرين، ومع نهاية التمرين ينخفض احتياج الجسم للأكسجين تدريجيا حتى يصل إلى مستواه العادي (عند 25و0 لتر لكل دقيقة. المنطقة الخضراء تعبر عن العجز في الاكسجين.

EPOC ( استهلاك الأكسجين الزائد بعد التمرين  أو قيمة الحرق بعد التمرين  ) هو مصطلح من علم وظائف الأعضاء الرياضية ويشير إلى امتصاص الأكسجين الإضافي بما يتجاوز متطلبات الراحة بعد المجهود البدني.  يتسم هذا بزيادة التنفس .

## الخلفية الفسيولوجية
بعد بدء المجهود البدني، يتكيف الجهاز القلبي الوعائي والجهاز التنفسي ببطء مع زيادة الطلب على الأكسجين ولا يصلان إلى حالة مستقرة إلا بعد بضع دقائق. ويؤدي هذا إلى نقص الأكسجين مؤقتا. ومع ذلك، عند قياس كمية الأكسجين المعاد تنفسه، تبين أنه في معظم الحالات تكون الكمية أكبر من العجز الفعلي. أثناء ممارسة التمارين الرياضية وبعدها، تحدث عمليات في الجسم تتطلب كمية إضافية من الأكسجين. 
لا يتوافق استهلاك الأكسجين الزائد بعد التمرين، كما افترضنا سابقًا، مع نقص الأكسجين الأولي، بل هو في الواقع مؤشر على اجهاد الجسم والحاجة الناتجة عن ذلك للتجديد .  يعتمد مستوى استهلاك الأكسجين الزائد بعد التمرين على مدة وكثافة التمرين.  بالإضافة إلى زيادة امتصاص الأكسجين، يمكن ملاحظة زيادة استهلاك الجسم للطاقة، والتي تتميز بشكل رئيسي بحرق الدهون .  ونعلم أن بدء حرق الدهون يبدأ بعد حوالي نصف ساعة من بدء الحركة ، وقبله يكون استهلاك الجسم أتيا من مخزون الكلايكوجين فيه. 
يُظهر انخفاض منحنى امتصاص الأكسجين بعد نهاية التمرين مسارًا أسيًا تقريبًا. يمكن تمييز ثلاث مراحل، تحدث خلالها، من بين أمور أخرى، عمليات مختلفة لاستعادة التوازن الداخلي : 
| المراحل | نصف العمر  | متطلبات الأكسجين التقريبية | العمليات |
| ------- | ---------- | -------------------------- | --- |
| 1       | 30 ثانية   | 1.5–2 لتر                  | - تجديد مخازن الطاقة الغنية (تخليق ATP وفوسفات الكرياتين ) - تجديد مخزون الأكسجين ( الهيموجلوبين ، الميوجلوبين ) |
| 2       | 15 دقيقة   | 4–4.5 لتر                  | - زيادة الطلب على الأكسجين من أنسجة الجسم بسبب ارتفاع درجة حرارة الجسم وزيادة مستويات الكاتيكولامين (زيادة إفراز الأدرينالين تسبب زيادة في العمليات التأكسدية) - زيادة نشاط عضلة القلب وعضلات الجهاز التنفسي مع زيادة متناسبة في متطلبات الأكسجين - زيادة إنتاج هرمون الغدة الدرقية الثيروكسين - تكوين الجلوكوز من اللاكتات |
| 3       | 12–24 ساعة | 20 لتر                     | - زيادة قوة العضلات - عمليات تجديد الخلايا - تحفيز آليات توفير الطاقة (على سبيل المثال : السلسلة التنفسية ) |

بالتالي في غضون 12 ساعات أعيد تنفس حوالي 26 لتر من  O 2 .  وتصل زيادة امتصاص الأكسجين  إلى 38 لتر يمكن اكتشافها بعد ساعات من التعرض.  تلعب شدة التمرين دورًا أقل في زيادة امتصاص الأكسجين مقارنة بمدة التمرين.  يحدث تأثير EPOC أثناء التمارين الهوائية واللاهوائية على حد سواء، حيث تؤدي التمارين اللاهوائية إلى قيم EPOC أعلى من التمارين الهوائية لنفس كمية العمل التي يتم إجراؤها. 

## الأثار
يظهر الأفراد المدربون انخفاضًا أسرع في امتصاص الأكسجين بعد التمرين مقارنة بالأفراد غير المدربين، مما يشير إلى قدرة أفضل على التجدد. كما يوجد  أيضًا ارتباط قوي بين شدة الحمل وقوة ومدة EPOC.  ويمكن استخدام هذه القيمة لتشخيص الأداء ، على سبيل المثال: فحص أداء التحمل الحالي أو التحقق من الإجهاد الفردي للحمل أثناء التدريب ، وبالتالي تجنب التدريب الزائد أو الناقص . 
نظرًا لأن استهلاك الطاقة يزداد في المرحلة التي تلي التمرين وتتم تلبية المتطلبات جزئيًا عن طريق حرق الدهون، فإن EPOC مهم في برامج التدريب لفقدان الوزن. 

## تحديد EPOC

### قياس مباشر
يتم قياس القيمة المباشرة لـ EPOC عن طريق قياس ضغط الهواء ، أي عن طريق فحص الغازات التنفسية تحت الإجهاد باستخدام مقياس الضغط . يتم طرح المساحة التي تتعرض لاستهلاك الأكسجين أثناء الراحة من المساحة التي تتعرض لاستهلاك الأكسجين بعد التمرين. يتم تعيين تلك القيمة عادة بالملليلتر/كجم. 

### الحساب غير المباشر
من الممكن حساب قيمة EPOC بطريقة غير مباشرة من معدل ضربات القلب . تتمثل ميزة هذه الطريقة في بذل جهد منخفض نسبيًا، حيث لا يتطلب الأمر سوى جهاز مراقبة معدل ضربات القلب بواسطة البرنامج الحاسوبي للتقييم. بالإضافة إلى ذلك، يمكن حساب EPOC أثناء أي وقت من التمرين وبالتالي يمثل حجم العمل الحالي للرياضي. 

## العجز في الأكسجين
كان عجز الأكسجين يعرف في الماضي  بأنه حجم الأكسجين الذي يكتسبه  الجسم إضافيا بعد الإجهاد الجسمي ، من أجل موازنة العجز في الأكسجين. حاليا لا يستخدم تعبير "دين في الأكسجين" oxygen-dept لأن ما يستنشقه الشخص من الأكسجين يكون أكثر من عجز الأكسجين. 
يجب استخدام عجز الأكسجين فقط إذا كان يتضمن إعادة فسفرة الكرياتين إلى فوسفات الكرياتين  وبالتالي تجديد الفوسفات الغنية بالطاقة.

## اقرأ أيضا
- إمدادات الطاقة
- العتبة اللاهوائية